# Bataille de neige
Bataille de neige er en fransk stumfilm fra 1897 af Louis Lumière.